# دوبیتی
دوبیتی از قالب‌های ریشه‌دار شعر پارسی است. دوبیتی شعری یازده هجایی مرکب از چهار مصراع است که همه بر یک قافیه (جز مصرعِ سوّم که آوردن قافیه در آن اختیاری است) است. دوبیتی وزن تکامل یافته و عروضی شدۀ نوعی از ترانه‌های دوازده هجایی قدیم ایران است. نامدارترین وزن دوبیتی بحرِ هزج مسدّس محذوف (مفاعیلن مفاعیلن فعولن) و مشهورترین شاعر بر وزن نام برده، باباطاهر عریان است.
باباطاهر و فایز دشتی بزرگترین دوبیتی‌سرایان ایرانی‌اند.

## دوبیتی‌ها
دوبیتی‌هایی از بابا طاهر و فایز دشتی:
| مکن کاری که بر پا سنگت آیو     |  | جهان با این فراخی تنگت آیو |
| چو فردا نامه‌خوانان نامه خوانند |  | تو وینی نامه خود ننگت آیو  |
|                                |  | _بابا طاهر                 |

| دل عاشق به پیغامی بسازه   |  | خمارآلوده با جامی بسازه |
| مرا کیفیت چشم تو کافی است |  | ریاضت‌کش به بادامی بسازه |
|                           |  | _بابا طاهر              |

| به گلشن تا ز گل نام و نشان است |  | حدیث بلبل و گل در میان است |
| جهان تا هست ذکر شعر فایز       |  | میان دوستان این داستان است |
|                                |  | _فایز دشتی                 |

| دلم با بیش و کم آزردنی نیست     |  | گل مِهرم به غم افسردنی نیست   |
| چه توفان ها به ره دیدیم و دیدیم |  | چراغ جان به هر دم مردنی نیست |
|                                 |  | _منوچهر پازوکی               |

## تاریخچه
دوبیتی در قدیم به فهلویات تعبیر می‌شده‌است که از این میان می‌توان به فهلویاتی اشاره نمود که توسط شیخ صفی الدین اردبیلی (متوفی ۷۳۵ق)، شمس مغربی (متوفی ۸۰۹ق) و پورفریدون شیرازی (متوفی اوایل سده هشتم) سروده شده است. این نوع شعر در دورۀ  ساسانیان نیز معمول بوده و آن را ترانک می‌نامیدند. ابواسحاق انصاری تلمسانی (۱۲۱۲–۱۳۰۰م)، فقیه و ادیب عربی اندلسی، «بمقالة فی علم العروض الدوبیتی» را نگاشت و در آن فنِّ شعریِ دوبیتی در زبان فارسی و عربی را بررسی نمود.

## وزن دوبیتی و رباعی
دوبیتی و رباعی دو وزن متفاوت دارند. وزن دوبیتی بحر هزج مسدّس محذوف (مفاعیلن مفاعیلن فعولن) است، درحالی‌که رباعی در وزن «لاحول ولا قوة الا بالله» با افاعیل (مفعول مفاعیلُ مفاعیلُ فَعَل) و افاعیل دیگر از این وزن است. نویسندۀ قابوس نامه دوبیتی را مرکب از دو بیت می‌داند که به وزن رباعی نباشد.

## دوبیتی تک مطلعی
گونۀ دیگر دوبیتی سبک دوبیتی تک مطلعی آیت است که دوبیتی خُرادی نیز خوانده می‌شود. و شمار چهارمصرعی آن  از بیست دوبیتی زنجیره‌ای نباید کمتر باشد. مصرع اول آن‌ها واحد است و جملگی از قافیۀ یکسان برخوردارند. این از محدودترین قالب‌های شعری درحوزۀ ادب فارسی است. مطلع نخستین نیم‌بند هرپاره یا مصرع شعر است. همهٔ انواع شعر یک مطلع را یکبار در گونهٔ خود می‌آورند اما در دوبیتی تک مطلعی تا بیست مصرع نخستین متن و سروده یا قافیهٔ آن به عینه تکرار می‌شود. نکتۀ اصلی این گونه دوبیتیِ زنجیره‌ای  وحدتِ موضوع بودن آن بدونِ خروج از قالب وزن و قافیهٔ بیت اوّل و تکیۀ اصلی پیوسته بر مصرعِ معیار است.

## دوبیتی سرایان
- باباطاهر عریان
- فایز دشتی
- مفتون بردخونی دشتی
- ملاحسن کبگانی
- ملا محمد نادم
- شفیق شهریاری
- عابدین دشتی
- سید رضا بیکایی

```
(باکی)
[
۷
]
```